# Benin Golf Air
Pour les articles homonymes, voir BGL.
Benin Golf Air (code AITA : A8 ; code OACI : BGL) est une ancienne compagnie aérienne béninoise, ayant son hub à Cotonou la capitale économique du pays. Fondée en 2002, elle a fait faillite en juillet 2012. Elle faisait partie des compagnies aériennes interdites d'exploitation dans l'Union européenne.

## Destinations
- Abidjan, Côte d'Ivoire
- Bangui, République centrafricaine
- Bamako, Mali
- Brazzaville, République du Congo
- Conakry, Guinée
- Dakar, Sénégal
- Douala, Cameroun
- Kinshasa N'Djili, République démocratique du Congo
- Libreville, Gabon
- Lomé, Togo
- Malabo, Guinée équatoriale
- Pointe-Noire, République du Congo

## Flotte
- 1 Boeing 737-200 (reg. 3D-BGA)

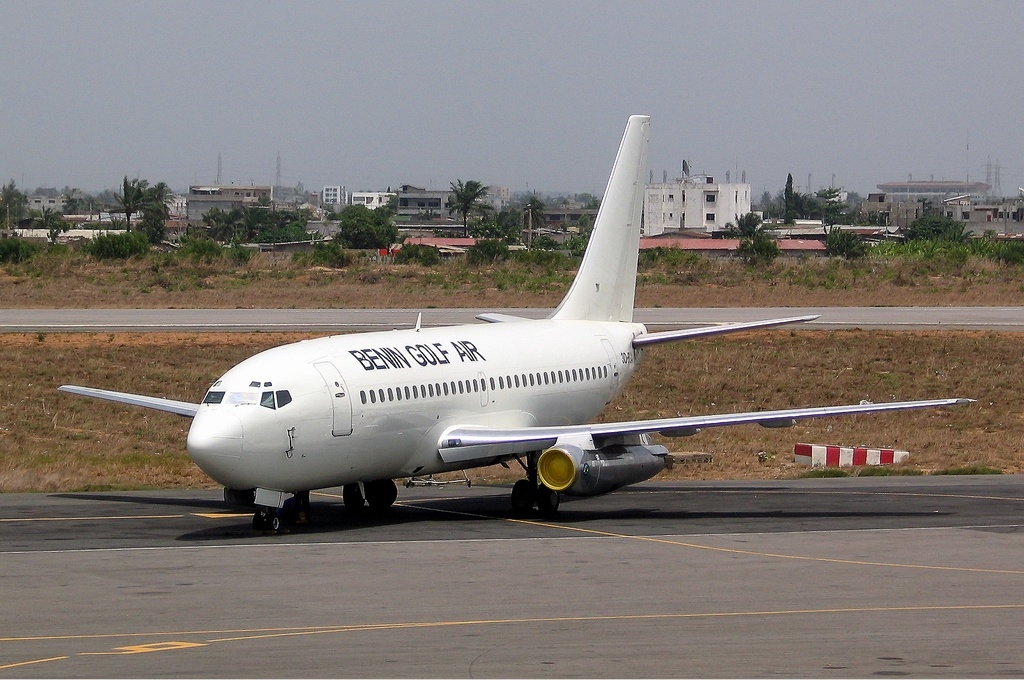
Benin Golf Air Boeing 737-200 Mutzair.
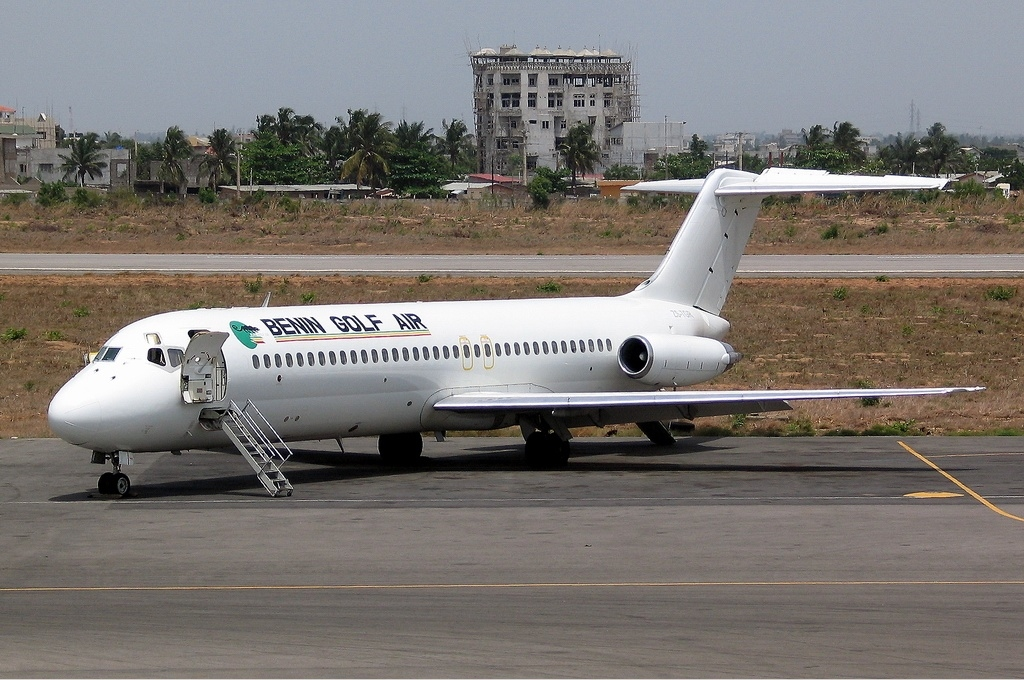
Benin Golf Air McDonnell Douglas DC-9-32 Mutzair.